# Solar Terrestrial Probes
Solar Terrestrial Probes également connu sous son acronyme STP est un programme scientifique de l'agence spatiale américaine, la NASA. Son objectif est l'étude des processus à l’œuvre dans la région de l'espace influencée par l'activité du Soleil (l'héliosphère). Le programme est géré par la division Heliophysics de la direction des missions scientifiques de la NASA au sein du centre de vol spatial Goddard.   

## Objectifs du programme
Le programme doit permettre de :
- Comprendre les processus physiques fondamentaux dans la région de l'espace allant du Soleil à la Terre, aux autres planètes jusqu'à l'espace interstellaire,
- Comprendre comment la société humaine, les systèmes techniques et l'habitabilité des planètes est affectée par les fluctuations du Soleil et les champs magnétiques planétaires,
- Développer notre capacité à prédire les conditions dynamiques et externes dans l'espace de manière à accroître la sécurité et la productivité des explorateurs humains et robotiques.

## Missions
Le programme regroupe quatre missions en cours et une mission en cours de développement :
- Magnetospheric Multiscale Mission ou MMS est une mission spatiale d'étude de la magnétosphère de la Terre qui a été lancée en 2015. MMS utilise quatre satellites identiques volant en formation placés sur des orbites terrestres hautes. Les instruments scientifiques embarqués doivent recueillir des données permettant de reconstituer la structure et la dynamique des régions où se produisent les reconnexions magnétiques. Ils doivent en particulier mesurer l'accélération des particules énergisées et les turbulences. La mission comprend deux phases d'une durée totale de 2 ans pour étudier ce phénomène in situ d'abord dans la région où le vent solaire vient se heurter au champ magnétique terrestre puis, dans la région située à l'opposé par rapport à la Terre, dans la queue de la magnétosphère[3].
- STEREO dont l'objectif de la mission est l'étude des éjections de masse coronale par le Soleil. STEREO comprend deux satellites jumeaux, l'un précédant la Terre dans sa révolution autour du Soleil et l'autre la suivant qui fournissent une image tridimensionnelle du phénomène depuis sa genèse jusqu'à ses interactions avec le milieu interplanétaire et l'environnement spatial de la Terre. La position relative des deux satellites par rapport au Soleil forme un angle qui s'accroît d'environ 43° chaque année. La mission a été lancée en 2006[4].
- TIMED  est une mission spatiale d'une durée initiale de deux ans destinée à étudier la dynamique de la mésosphère et de la partie basse de la thermosphère. Le satellite est lancé le 7 décembre 2001 et il a permis de recueillir des données sur l'ensemble d'un cycle solaire[5].
- Hinode est une mission spatiale japonaise lancée en 2006 avec une contribution importante de la NASA dont un des objectifs est de déterminer le processus de réchauffement des gaz de la couronne solaire[6].
- Interstellar Mapping and Acceleration Probe, plus connue sous son acronyme IMAP, est une mission spatiale  dont l'objectif est l'étude du vent solaire et du milieu interstellaire local. Le lancement du satellite doit intervenir en 2024. Sa durée nominale est de 2 ans mais elle pourra être prolongée. IMAP emporte 10 instruments représentant l'état de l'art dans le domaine de la mesure des particules[7].